# Uplifting trance

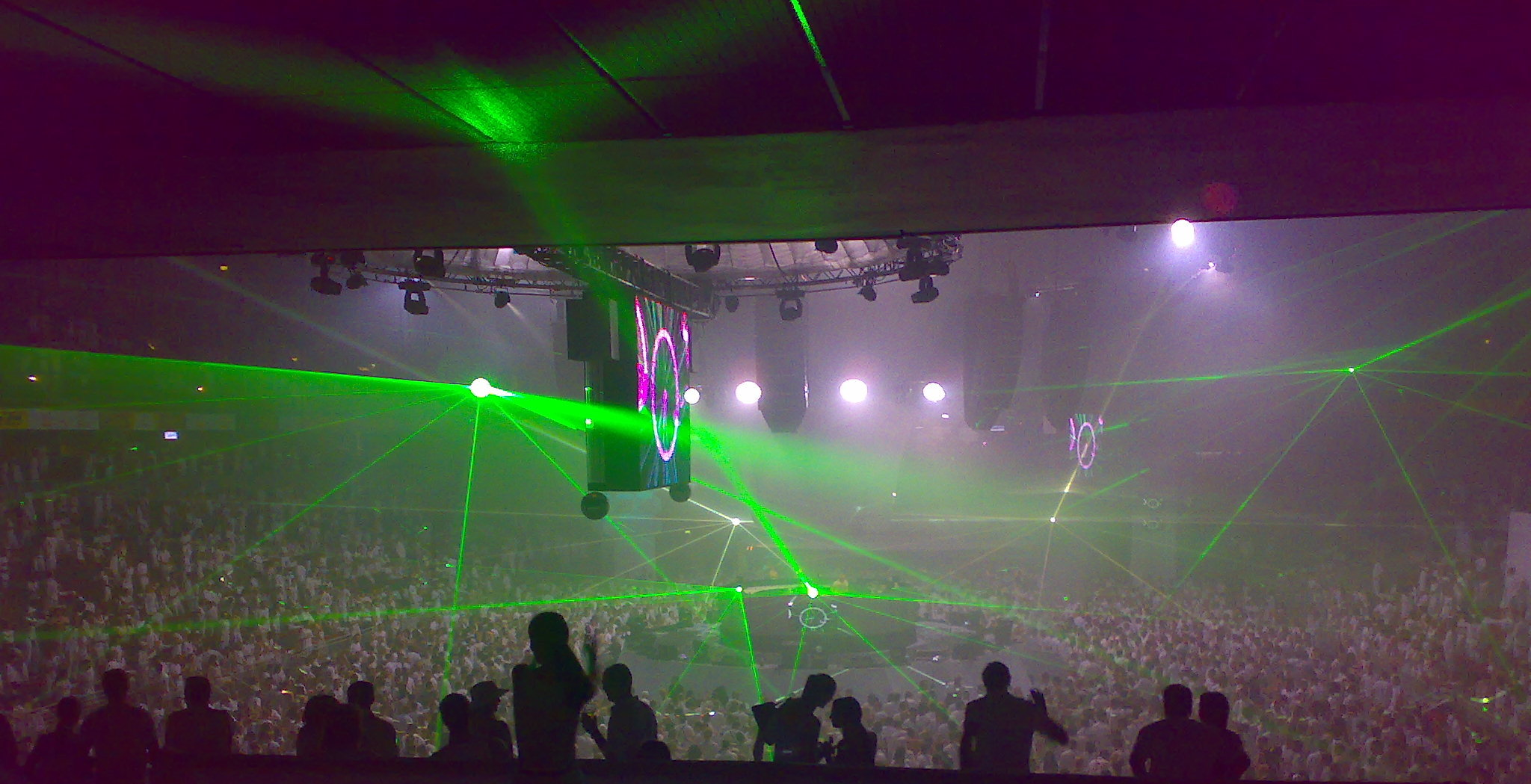
Sensation white

Uplifting trance (Dutch Trance) eller euphoric trance, ofta synonymt med epic trance, anthem trance, emotional trance, är termer för som används för att beskriva en stor sub-trance-kategori inom huvudkategorin Eurotrance. Uplifting trance dominerade tranceproduktionen under många år. Artisterna som har skapat denna sub-genre är främst Rank 1 och Ferry Corsten.
Uplifting trance brukar vara någonstans mellan 137 och 140 taktslag per minut och består av en 2-3 minuters intro, följd av en väldig lång build-up. Vanligtvis är denna ton konstant och kan hålla upp till flera minuter.
Epic trance består vanligtvis av väldig små melodier som följer igenom hela låten. Epic Trance varierar mellan 138 och 143 BPM (Beats per Minute) och har vanligtvis en väldig abrupt break-down.